# Farid Melouk
Farid Melouk, né le 14 mai 1965 à Lyon, est un djihadiste originaire des Minguettes à Vénissieux. Il est connu pour plusieurs projets d'attentats en France, notamment contre la Coupe du monde de 1998.

## Biographie
Il est actif au sein du GIA en France durant les attentats de 1995 au sein de la cellule de Vaulx-en-Velin dirigée par Khaled Kelkal, se chargeant de la logistique du groupe. Il quitte la France à l'automne 1995 pour l'Afghanistan. Il côtoie au camp de Khalden Zacarias Moussaoui impliqué dans les attentats du 11 septembre. Il fait l'objet d'un mandat d'arrêt à partir de 1997 et est condamné par contumace en 1998 à sept ans de prison  pour avoir organisé une filière de départ de djihadistes vers l'Afghanistan.  Melouk séjourne un temps en Croatie où il déclare avoir travaillé pour une ONG de Vénissieux.
La DST retrouve la sa trace en Belgique en 1998 dans le cadre de son enquête sur le projet d'attentat contre la Coupe du monde de 1998. Le 5 mars, l'escadron spécial d'intervention, une unité spéciale de la gendarmerie belge prend d'assaut une maison d'Ixelles où des djihadistes ont été localisés. Sept personnes sont arrêtées, dont Melouk qui se rend après treize heures de siège au cours desquelles il tient tête aux forces de l'ordre. La justice belge le condamne à neuf ans de prison, les enquêteurs retrouvent notamment en sa possession en prison une lettre destinée à sa sœur détaillant la confection d'explosifs. 
Lors d'un transfert entre la prison de la Santé et le palais de Justice de Paris, en 2004, il fait la connaissance de Djamel Beghal,  figure du djihadisme français, par ailleurs lié à Chérif Kouachi et Amédy Coulibaly, auteurs des attentats de janvier 2015. Libéré en 2009, il revient à Vénissieux et semble reprendre une vie normale. Cependant, il reste en lien avec Djamel Beghal. Les renseignements français l'identifient sur des clichés qu'ils prennent à Murat dans le Cantal où Beghal est assigné à résidence. On l'y aperçoit jouant au football aux côtés de ce dernier, de Chérif Kouachi et d'Ahmed Laidouni. Melouk rend des services à Beghal après son interpellation pour la tentative d'évasion de Smaïn Aït Ali Belkacem autre figure du djihadisme, l'un des principaux organisateurs des attentats de 1995.
Il part avec sa femme et ses enfants pour la Syrie en 2012. Les enquêteurs pensent qu'il s'est rendu en Syrie, devenant émir dans un camp d'entrainement de volontaires algériens ayant fait allégeance à Daech. On retrouvera dans le téléphone d'Hasna Aït Boulhacen, la cousine de Abdelhamid Abaaoud, l'un des terroristes des attaques du 13 novembre 2015, un cliché montrant ce dernier aux côtés d'un homme qui apparait comme étant Farid Melouk,. Implanté dans le réduit d'Idlib, il aurait rejoint Hourras al-Din, groupe ayant prêté allégeance à Al-Qaïda.